# YMOアワー!パブリック・プレッシャー
『YMOアワー！パブリック・プレッシャー』（わいえむおーあわーぱぶりっくぷれっしゃー）は、調布FMで毎週金曜日19:30から放送された日本のラジオ番組。2022年に放送枠を30分から15分に縮小しつつ、8年間にわたり放送された。

## 概要
2015年6月5日放送開始。調布エフエム放送をキー局として全国4局のコミュニティ放送局で放送。音楽グループYMOおよびその周辺の曲、話題をテーマとした。
高橋幸宏の死去公表直後となる2023年1月20日、坂本龍一の死去公表直後となる同年4月7日の放送はどちらもテーマ曲なしの状態で開始し、略歴と追悼メッセージが読み上げられたのち、故人にちなんだ選曲で編成。追悼企画が一ヶ月続いた。
同年6月一杯でレギュラー放送終了。スタッフ座談会を5週にわたって展開し、6月30日に最終回を迎えた。

## ネット局
※放送時間はJST、2023年4月現在。
| 放送地域               | 放送局                  | 放送時間            |
| ---------------------- | ----------------------- | ------------------- |
| 東京都調布市の一部地域 | 調布FM（キー局）        | （金）19:30 ‐ 19:45 |
| 秋田県秋田市の一部地域 | ACB秋田コミュニティ放送 | （水）18:00 ‐ 18:30 |

- 北海道富良野市のラジオふらの、鳥取県のDARAZ FMは遅れネット終了。